# As Daylight Dies
As Daylight Dies – czwarty studyjny album kwartetu z Massachusetts Killswitch Engage. Wydany 21 listopada 2006 nakładem wytwórni Roadrunner Records.
Został sprzedany w nakładzie 60.000 w ciągu pierwszych siedmiu dni. Album wystartował z 32 miejsca z listy The Billboard 200.

## Lista utworów
1. "As Daylight Dies" – 4:05
2. "This Is Absolution" – 3:34
3. "The Arms of Sorrow" – 3:44
4. "Unbroken" – 3:08
5. "My Curse" – 4:04
6. "For You" – 4:03
7. "Still Beats Your Name" – 3:19
8. "Eye of the Storm" – 3:56
9. "Break the Silence" – 4:32
10. "Desperate Times" – 4:25
11. "Reject Yourself" – 4:45

Specjalna edycja (wyłącznie na DVD)
1. "Be One" – 3:31
2. "Let the Bridges Burn" – 4:29
3. "This Fire Burns" – 3:10
4. "Holy Diver" (cover Dio) – 4:10
5. "My Curse" (video)
6. "The Arms of Sorrow" (video)
7. "Holy Diver" (video)
8. Making-of "videos" for 2 clips ("My Curse" and "The Arms of Sorrow")

## Twórcy
Skład zespołu
- Howard Jones – śpiew, teksty utworów
- Adam Dutkiewicz – perkusja, gitara, śpiew w tle, fortepian, inżynier, fotografie, miksowanie, produkcja muzyczna
- Joel Stroetzel – gitara
- Mike D'Antonio – gitara basowa, projekt okładki
- Justin Foley – perkusja

Inni
- Ted Jensen – mastering, miksowanie